# ザ・ロイヤル・コンセプト
ザ・ロイヤル・コンセプト（The Royal Concept）は、スウェーデン出身のロックバンド。

## 略歴
高校時代に知り合ったデヴィット・ラーソンとフィリップ・ベキックがバンドを結成し、大学進学後にオスカー・ニルソンとフランス・ポヴェルがメンバーに加わった。当時はジャズの学校に通っていたこともあり、ジャズの楽曲を演奏していた。
当初は「コンセプト・ストア（Concept Store）」名義で活動していたが、2011年に「ザ・コンセプト（The Concept）」と改名し、リード・ボーカルだったニルソンがバンドを脱退するとともに、マグナス・ロバートがベーシストとして加入した。2012年初め、「ザ・コンセプト」というミュージシャンがすでに存在していたことが発覚したため、「ロイヤル（Royal）」という単語を付けて「ザ・ロイヤル・コンセプト」に改名した。
2010年にシングル「ダム」でデビュー。2011年に「ダンス、ダンス、ダンス」、「ギミ・トゥワイス」と本国スウェーデンでヒット曲を連発。特に、「ダンス、ダンス、ダンス」はHype Machineで2位、「ギミ・トゥワイス」は3位になるなど、世界中からの注目が瞬く間に高まり、様々なレーベルが競合したが最終的に、ユニバーサル・リバブリックからのワールドワイド・デビューが決定した。スウェディッシュ・ポップ伝統の「チョイひねくれ」なポップ性と、ダフト・パンクのカヴァーを披露する程に大好きなエレクトロ・フレイヴァーが融合、ほろ苦さと甘酸っぱさの共存したエレクトロ・ポップ・サウンドで魅了する。2013年には、アルバム・デビュー前ながらSUMMER SONICにも参戦。事前情報が少ないなか、蓋を開けてみたらそのパフォーマンスでソニック・ステージの満員のオーディエンスを地鳴りのように踊らせてしまった。
2014年にファースト・アルバム『ゴールドラッシュ』、2019年にセカンド・アルバム『The Man Without Qualities』をリリース。

## メンバー

### 現在のメンバー
- デヴィット・ラーソン（David Larson） - リード・ボーカル、ギター、 キーボード、シンセサイザー
- フィリップ・ベキック（Filip Bekic） - ギター
- マグナス・ロバート（Magnus Robert） - ベース
- フランス・ポヴェル（Frans Povel） - ドラム、 パーカッション

### 旧メンバー
- オスカー・ニルソン（Oscar Nilsson） - リード・ボーカル (2010年-2011年)

### ツアー・メンバー
- ジョナサン・ラーソン（Jonatan Larson）- キーボード

## ディスコグラフィ

### アルバム
- 『ゴールドラッシュ』 - Goldrushed (2013年)
- The Man Without Qualities (2019年)

### EP
- The Royal Concept (2012年)
- Royal (2013年)
- Smile (2015年)
- The Wake Up (2018年)

### シングル
- "Damn!" (2010年)
- "D-D-Dance" (2011年)
- "Gimme Twice" (2011年)
- "World on Fire" (2012年)
- "Naked & Dumb" (2012年)
- "Lost in You" (2012年)
- "On Our Way" (2013年)
- "Need To Know" (2019年)
- "Up All Night" (2019年)
- "Kick It" (2019年)

## 来日・日本公演
2013年
サマーソニック13 - 8月10日・11日
2014年
JAPAN JAM 2014 - 5月3日
原宿アストロホール - 5月7日
恵比寿 LIQUIDROOM - 10月28日
2019年
渋谷 CLUB QUATTRO - 9月18日
梅田 CLUB QUATTRO - 9月19日